# Culex theobaldi
Culex theobaldi är en tvåvingeart som först beskrevs av Lutz 1904.  Culex theobaldi ingår i släktet Culex och familjen stickmyggor. Inga underarter finns listade i Catalogue of Life.